# База (Пермский край)
База — посёлок в Пермском крае России. Входит в Александровский муниципальный округ.

## География
Посёлок расположен на правом берегу реки Яйва, примерно в 14 км к северу от посёлка городского типа Яйва.

## История
С 2004 до 2019 гг. входила в Яйвинское городское поселение Александровского муниципального района.

## Население
| 2010 |
| ---- |
| 7    |

## Топографические карты
- Лист карты O-40-19. Масштаб: 1 : 100 000. Указать дату выпуска/состояния местности.